# Grabik
Grabik falu Horvátországban Belovár-Bilogora megyében. Közigazgatásilag Csázmához tartozik.

## Fekvése
Belovártól légvonalban 26, közúton 38 km-re délnyugatra, községközpontjától légvonalban 6, közúton 7 km-re északnyugatra, Cerina és Prnjarovac között fekszik. Határának legnagyobb részét termőföldek, nyugaton kisebb részben erdők borítják. Házai szinte kivétel nélkül az északnyugat-délkeleti irányú főutca mentén sorakoznak.

## Története
A falu az első katonai felmérés térképe alapján már a 18. században is létezett, de nem volt önálló település. A 19. században területe lakatlan volt és csak a 20. században települt újra. Lakosságát csak 1948 óta számlálják önállóan. 1991-től a független Horvátország része. 1991-ben lakosságának 96%-a horvát volt. A délszláv háború idején mindvégig horvát kézen maradt. 2011-ben 57 lakosa volt, akik főként mezőgazdaságból éltek.

## Lakossága
| Lakosság változása | Lakosság változása | Lakosság változása | Lakosság változása | Lakosság változása | Lakosság változása | Lakosság változása | Lakosság változása | Lakosság változása | Lakosság változása | Lakosság változása | Lakosság változása | Lakosság változása | Lakosság változása | Lakosság változása | Lakosság változása |
| ------------------ | ------------------ | ------------------ | ------------------ | ------------------ | ------------------ | ------------------ | ------------------ | ------------------ | ------------------ | ------------------ | ------------------ | ------------------ | ------------------ | ------------------ | ------------------ |
| 1857               | 1869               | 1880               | 1890               | 1900               | 1910               | 1921               | 1931               | 1948               | 1953               | 1961               | 1971               | 1981               | 1991               | 2001               | 2011               |
| 0                  | 0                  | 0                  | 0                  | 0                  | 0                  | 0                  | 0                  | 80                 | 138                | 131                | 91                 | 73                 | 53                 | 71                 | 57                 |